# Pygmaeascincus sadlieri
Pygmaeascincus sadlieri — вид сцинкоподібних ящірок родини сцинкових (Scincidae). Ендемік Австралії. Вид названий на честь австралійського герпетолога Росса Аллена Седлера.

## Поширення і екологія
Pygmaeascincus sadlieri є ендеміками острова Магнетік в штаті Квінсленд. Вони живуть в тропічних лісах, на луках і в чагарникових заростях по всьому острову.